# Lea Tahuhu
Lea-Marie Maureen Tahuhu (* 23. September 1990 in Christchurch, Neuseeland) ist eine neuseeländische Cricketspielerin, die seit 2011 für die neuseeländische Nationalmannschaft spielt.

## Aktive Karriere
Tahuhu gab ihr Debüt in der Nationalmannschaft im Juni 2011 auf der Tour in Australien, wobei sie ihr erstes WODI absolvierte. Das Debüt im WTwenty20 folgte kurz danach bei einem Vier-Nationen Turnier in England. Im Dezember 2012 konnte sie bei der Tour in Australien 3 Wickets für 47 Runs erzielen und sich in der Folge fest im Team etablieren. So wurde sie auch für den Women’s Cricket World Cup 2013 in Indien nominiert. Dort konnte sie in der Vorrunde gegen Sri Lanka 4 Wickets für 27 Runs erzielen und wurde dafür als Spielerin des Spiels ausgezeichnet. Nach der Weltmeisterschaft spielte sie für zwei Jahre nur wenige Spiele in der Nationalmannschaft, unter anderem, um an sich zu arbeiten. Im Februar 2015 konnte sie im dritten WTwenty20m der Tour gegen England 3 Wickets für 28 Runs erreichen. Beim ersten WODI auf der Tour in Indien im Sommer 2015 konnte sie 3 Wickets für 25 Runs erzielen.
Auch auf Grund dieser Leistungen erhielt sie kurz darauf einen zentralen Vertrag des neuseeländischen Verbandes. Gegen Australien im Februar 2020 konnte sie im ersten WODI 3 Wickets für 41 Runs erzielen. Im November 2016 gelangen ihr gegen Pakistan in der WODI-Serie (3/37) und WTwenty20-Serie (3/17) jeweils einmal 3 Wickets und sie wurde in beiden Spielen als Spielerin des Spiels ausgezeichnet. Im Februar 2017 konnte sie gegen Australien 4 Wickets für 59 Runs im ersten WODI erreichen. Beim Women’s Cricket World Cup 2017 erreichte sie ihre beste Leistung in der Vorrunde gegen die West Indies mit 3 Wickets für 39 Runs. Im März 2018 spielte sie wieder gegen die West Indies und konnte dort 3 Wickets für 42 Runs im zweiten WODI erzielen. Ein Jahr später im Februar 2019 gelangen ihr gegen Indien in der WODI- (3/26) und WTwenty20-Serie (3/20) jeweils einmal 3 Wickets. Im Sommer 2021 musste sie sich nach einem potentiell bösartigem Melanom mehreren Operationen unterziehen. Zurück im Team spielte sie im September 2021 auf der Tour in England. Dabei konnte sie im dritten WODI mit 5 Wickets für 37 Runs ihr erstes Five-for erzielen.
Beim Women’s Cricket World Cup 2022 konnte sie gegen die West Indies (3/57), Indien (3/17) und Australien (3/53) jeweils drei Wickets erzielen. Damit war sie zusammen mit Frances Mackay beste Bowlerin der Mannschaft, dennoch wurde ihr im Mai der Vertrag mit dem neuseeländischen Verband gestrichen. Bei den Commonwealth Games 2022 gelangen ihr 3 Wickets für 20 Runs im Halbfinale gegen Australien und sie gewann mit der Mannschaft eine Bronzemedaille. Im Dezember erzielte sie in der WTwenty20-Serie gegen Bangladesch ein Mal vier (4/6) und ein Mal drei Wickets (3/13). Beim ICC Women’s T20 World Cup 2023 gelangen ihr 3 Wickets für 37 Runs gegen Australien.

## Privates
Tahuhu heiratete im Jahr 2017 ihre Lebenspartnerin, ihre Teamkollegin in der Nationalmannschaft, Amy Satterthwaite. Zusammen haben sie ein Kind.